# 辜仲立
辜仲立（英語：Andre Koo，1967年5月25日—），為辜濂松三子，其兄辜仲諒、辜仲瑩；妻子周靖華，育有二子。2020年《富比士》公佈的台灣50大富豪，辜仲立資產為22.5億美元，排名第16。

## 生平
高中就讀紐約軍事學院，為紐約州初級預備軍官訓練團（Junior Reserve Officers' Training Corps, JROTC）學校，後取得紐約大學史登商學院企業管理學士、碩士，後赴康乃爾大學攻讀旅館管理碩士學位。
- 1997年前管理中信集團在美6家旅館
- 1998年返台任中租企業團主任秘書、副總經理
- 2000年接任中租企業團執行長
- 2001年曾兼任中國人壽董事長
- 2003年任中租企業董事長
- 2013年任中租控股總裁